# Arvid Holmgren

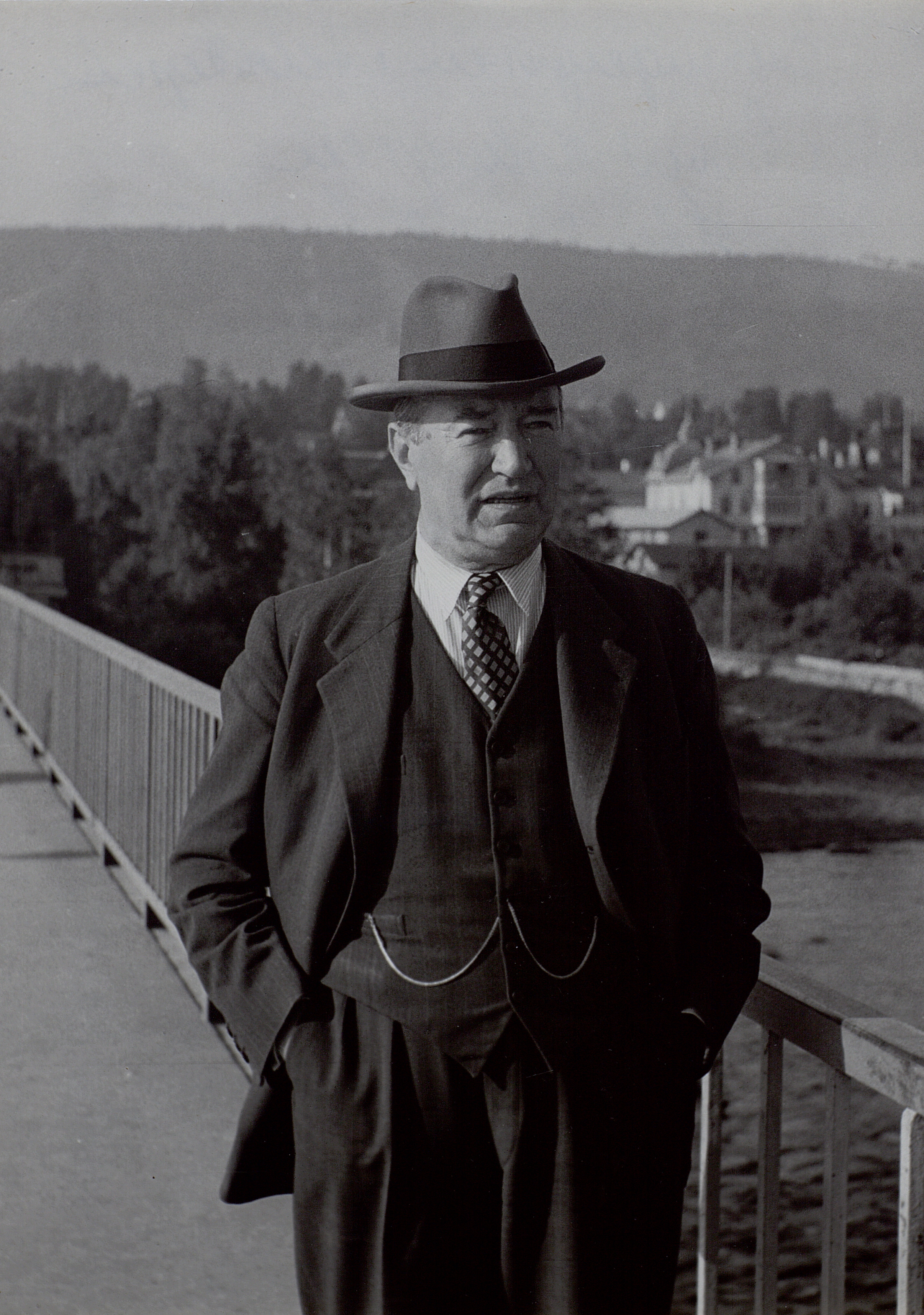
Arvid Holmgren.

Arvid Viktor Abraham Holmgren, född 25 januari 1885 i Umeå landsförsamling, Västerbottens län, död 9 maj 1951, var en svensk ingenjör.
Holmgren, som var lantbrukarson, avlade studentexamen i Umeå 1905 och avgångsexamen från Kungliga Tekniska högskolan 1908. Han blev ingenjörselev vid Telegrafverket 1908, e.o. assistent där 1910, elev vid verkets högre kurs 1911, e.o. linjeingenjör 1910, linjeingenjör 1917, byrådirektör 1920, förste byrådirektör 1934 och var överingenjör från 1941. 
Holmgren var ledamot av 1920 års järnvägselektricitetskommitté och svagströmskommittén samt av starkströms-svagströmskommittén. Han var styrelseledamot i Svenska Teknologföreningen 1930 och invaldes som ledamot av Kungliga Ingenjörsvetenskapsakademien 1931.
Holmgren är begravd på Djursholms begravningsplats.